# Azad Kasjmir
Azad Kasjmir (letterlijke vertaling uit het Urdu: Vrij Kasjmir; officiële benaming: Azad-staat van Jammu en Kasjmir, vaak afgekort tot AJK) is het zuidwestelijke deel van Jammu en Kasjmir, dat onder Pakistaans bestuur staat. Integendeel tot de noordelijker gelegen regio Gilgit-Baltistan is Azad Kasjmir geen integraal gebied of provincie van Pakistan, maar een autonoom gebied met een eigen parlement, minister-president en president (ook wel gouverneur genoemd). Deze autonomie is echter nominaal: Azad Kasjmir wordt gezien als een onderdeel van de Pakistaanse republiek en partijen die onafhankelijkheid nastreven worden niet toegelaten in de politiek, die sinds 2001 wordt geleid door de All Jammu and Kashmir Muslim League (JKML) met minister-president Sardar Sikandar Hayat Khan. In India wordt het gebied "Pakistan-occupied-Kashmir" genoemd, ook wel afgekort als "POK".

## Geschiedenis
Azad Kasjmir, een deel van Jammu en Kasjmir, was van 1848 tot 1947 onderdeel van het Dograrijk, een prinselijke staat met een moslimmeerderheid die door een Hindoe Maharadja (koning) werd geregeerd. Toen de Maharadja Hari Singh weigerde om tot India of Pakistan toe te treden en in plaats daarvan verkoos onafhankelijk te blijven (in afwachting van een voor hem zo gunstig mogelijk aanbod van India), vielen Pakistaanse troepen het gebied binnen. De maharadja sloot zich bij India aan, wat het gevolg was van de Eerste Kasjmiroorlog, die duurde van 1947 tot 1949 en die uiteindelijk resulteerde in een bestandslijn in het gebied van de voormalige prinselijke Dograstaat Jammu en Kasjmir. De gebieden kwamen deels onder Pakistaans gezag (Azad Kasjmir en de Noordelijke Gebieden) en onder Indiaas gezag, die de naam Jammu en Kasjmir behielden. De regio werd "Vrij Kasjmir" genoemd om hiermee vanuit Pakistaans perspectief het zelfbeschikkingsrecht van de bevolking aan te geven tegenover het "onvrije" Indiase Jammu en Kasjmir, dat door hen "Indiaas bezet gebied" wordt genoemd. India noemt op haar beurt de Noordelijke gebieden en Azad Kasjmir "Pakistaans bezet gebied". In 1963 werd Shaksgam, een noordelijke onherbergzame strook land in het noorden van de noordelijke gebieden, afgestaan aan China om daarmee een vriendschapsverdrag tussen beide landen af te sluiten. Tijdens de Indo-Pakistaanse Oorlog van 1971 verloor Azad Kasjmir gedeelten aan India, om ze in 1972 weer terug te krijgen bij het Verdrag van Shimla.
Het gebied werd op 8 oktober 2005 getroffen door een zware aardbeving, waarvan het epicentrum in de buurt van Muzaffarabad lag en die in het gebied waarschijnlijk meer dan 40.000 doden maakte en zware schade aanrichtte.

## Geografie en economie
Het gebied grenst aan de Pakistaanse provincies Punjab (zuiden), Khyber-Pakhtunkhwa (voorheen de Noordwestelijke Grensprovincie) (westen) en aan de Noordelijke Gebieden (noorden). In het oosten grenst het langs de Line of Control (LoC) aan het Indiase unieterritorium Jammu en Kasjmir.
Het gebied is erg bergachtig en vormt een deel van de Himalaya. Het is bergachtiger en kouder dan de rest van Jammu en Kasjmir. Het noordelijke deel, het district Muzaffarabad wordt gekenmerkt door de Neelamvallei en is dunner bevolkt dan het zuidelijkere minder bergachtige gebied. Daar overheersen de riviervalleien van de Jhelum en de Poonch, die afwateren op het grote Manglastuwmeer aan de grens met de provincie Punjab. Dit stuwmeer ontstond door het bouwen van een dam die na vijf jaar gereed kwam in 1967 en waarbij een waterkrachtcentrale werd gebouwd, die in 2001 in ongeveer 20% van de waterkracht van Pakistan voorzag met 1250 MW. Deze waterkrachtcentrale vormt tevens de belangrijkste industriële activiteit in het gebied. Het gebied is erg grillig qua reliëf en landbouw bestaat vooral uit graan en boomvruchten, zoals abrikozen, appels, peren, pruimen en walnoten.

## Demografie
In 2003 werd de bevolking geschat op 3,2 miljoen, wat ongeveer twee keer zoveel is als bij de laatste volkstelling van 1981. De bevolking bestaat voor bijna 100% uit moslims, al woonden er voor 1947 ook ongeveer 100.000 hindoes en sikhs
Er wonen voornamelijk sprekers van de Hindkotaal, Potwaritaal (beide gerelateerd aan Punjabi) en de nomadische Gujaren. In de districten Mirpur en Kotli wordt het Potwari-dialect Mirpuri gesproken.